# Viliame Toma
Viliame Toma (* 22. Januar 1979) ist ein ehemaliger fidschianischer Fußballspieler.
Toma spielt auf der Position des Verteidigers. 2006 stand Toma im Aufgebot der Fidschianischen Fußballnationalmannschaft und absolvierte bei der Qualifikation zur Fußball-Weltmeisterschaft 2006 acht Spiele. Für die Fußball-Weltmeisterschaft 2010 stand Toma in zwei Qualifikationsspielen mit der Fidschianischen Fußballnationalmannschaft auf dem Platz. Von 1998 bis 2007 spielte er bei Nadi FC. Toma nahm am Oceania Nations Cup 2002 in Neuseeland teil, wo man aber die Gruppenphase als Dritter nicht überstand.